# Aldealcorvo
Aldealcorvo es un municipio y localidad española de la provincia de Segovia, en la comunidad autónoma de Castilla y León. Su término municipal cuenta con una población de 18 habitantes (INE 2024). Está situado a unos 10 km al sur de Sepúlveda, a cuyo partido judicial pertenece.

## Geografía

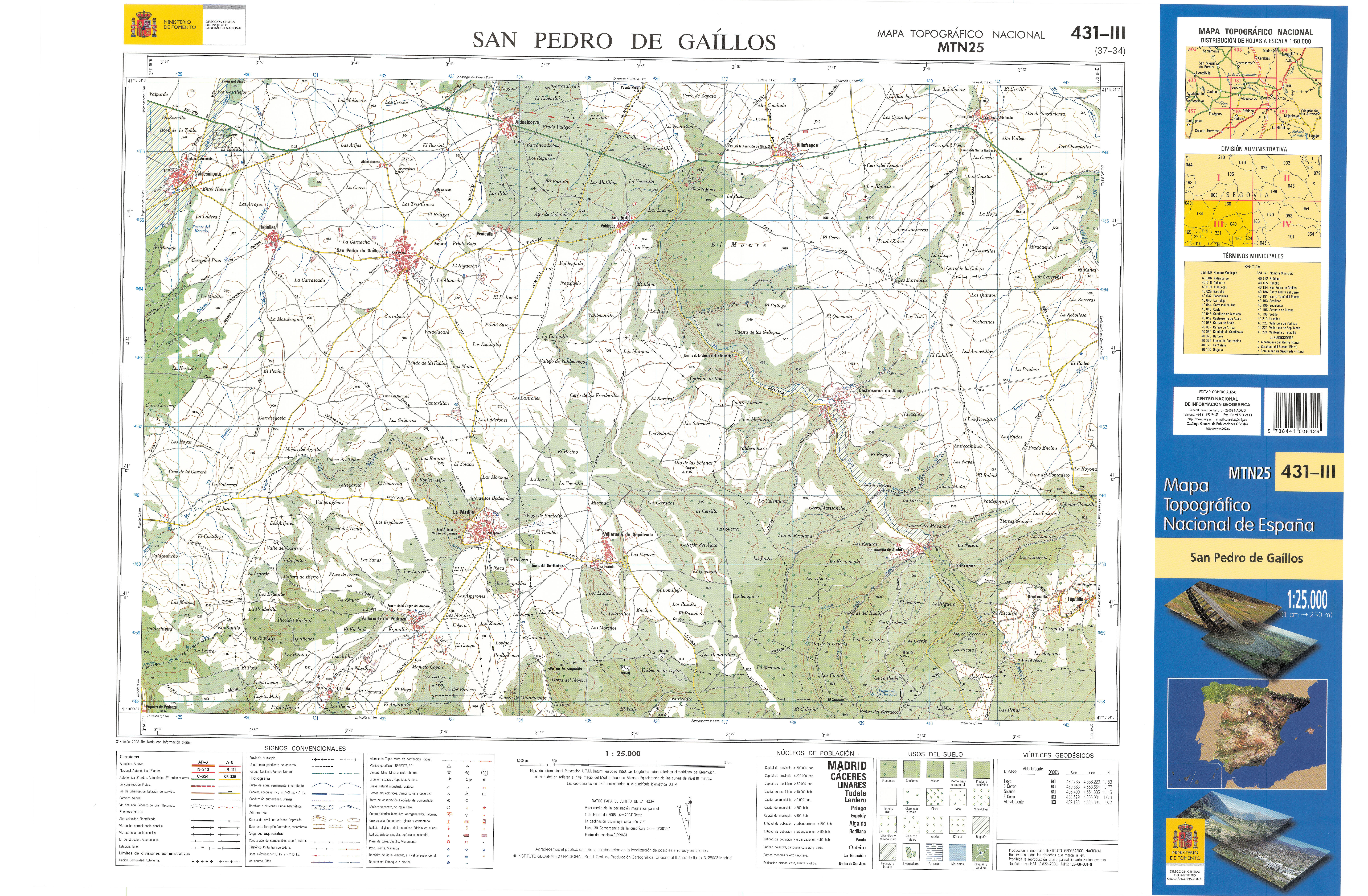
Fragmento de la hoja 431 del Mapa Topográfico Nacional de España de 2008 en el que se representa parte de Aldealcorvo

| Noroeste: Sepúlveda            | Norte: Sepúlveda          | Noreste: Sepúlveda, Condado de Castilnovo |
| Oeste: San Pedro de Gaíllos    |                           | Este: Condado de Castilnovo               |
| Suroeste: San Pedro de Gaíllos | Sur: San Pedro de Gaíllos | Sureste: Condado de Castilnovo            |

## Historia
Hay cuevas que se ven, se supone que han sido habitadas antiguamente, también se encuentran restos de enterramientos visigodos.
Baña sus campos el arroyo Prádena, afluente del río Duratón que tiempo atrás lo franqueaba el puente de San Roque con un solo arco.
Hubo tiempo atrás dos poblaciones cercanas llamadas San Martín de la Varga y La Aldehuela ahora despoblados que pertenecieron a Aldealcorvo.
Con el tiempo la parroquia de Aldealcorvo cambió la advocación de la iglesia dedicada a San Juan por la de San Martín, quizás como consecuencia de haber quedado despoblada.
Hasta el censo de 1897, su nombre era Aldealcorbo.
Aldealcorbo incorporó el territorio del extinguido municipio de Consuegra de Murera en el censo de 1857.
En 1973, Aldealcorvo segrega parte de su territorio, incluyendo el núcleo de Consuegra de Murera, que se incorpora al municipio de Sepúlveda.

## Demografía
Cuenta con una población de 18 habitantes (INE 2024).
| Gráfica de evolución demográfica de Aldealcorvo entre 1842 y 2021 |
| |
| Población de derecho según los censos de población del INE. Población de hecho según los censos de población del INE.En 1857 crece el término del municipio porque incorpora a Consuegra de Murera. |

## Administración y política
| Periodo   | Nombre                                                                     | Partido   |
| --------- | -------------------------------------------------------------------------- | --------- |
| 1979-1983 | Fidel Pérez Casado                                                         | UCD       |
| 1983-1987 | Luciano Ruiz Llorente                                                      | AP-PDP-UL |
| 1987-1991 | Luciano Ruiz Llorente                                                      | AP        |
| 1991-1995 | Luciano Ruiz Llorente                                                      | PP        |
| 1995-1999 | Damián Martín Francisco                                                    | PP        |
| 1999-2003 | Damián Martín Francisco                                                    | PP        |
| 2003-2007 | Damián Martín Francisco                                                    | PP        |
| 2007-2011 | Pablo Benigno Martín Francisco                                             | PP        |
| 2011-2015 | Pablo Benigno Martín Francisco                                             | PP        |
| 2015-2019 | Miguel Ángel Casado de Pedro                                               | PP        |
| 2019-2023 | Miguel Ángel Casado de Pedro (2019-2020)Jesús Barbolla Arribas (2020-2023) | PP        |
| 2023-act. | Jesús Barbolla Arribas                                                     | PP        |

## Cultura

### Patrimonio

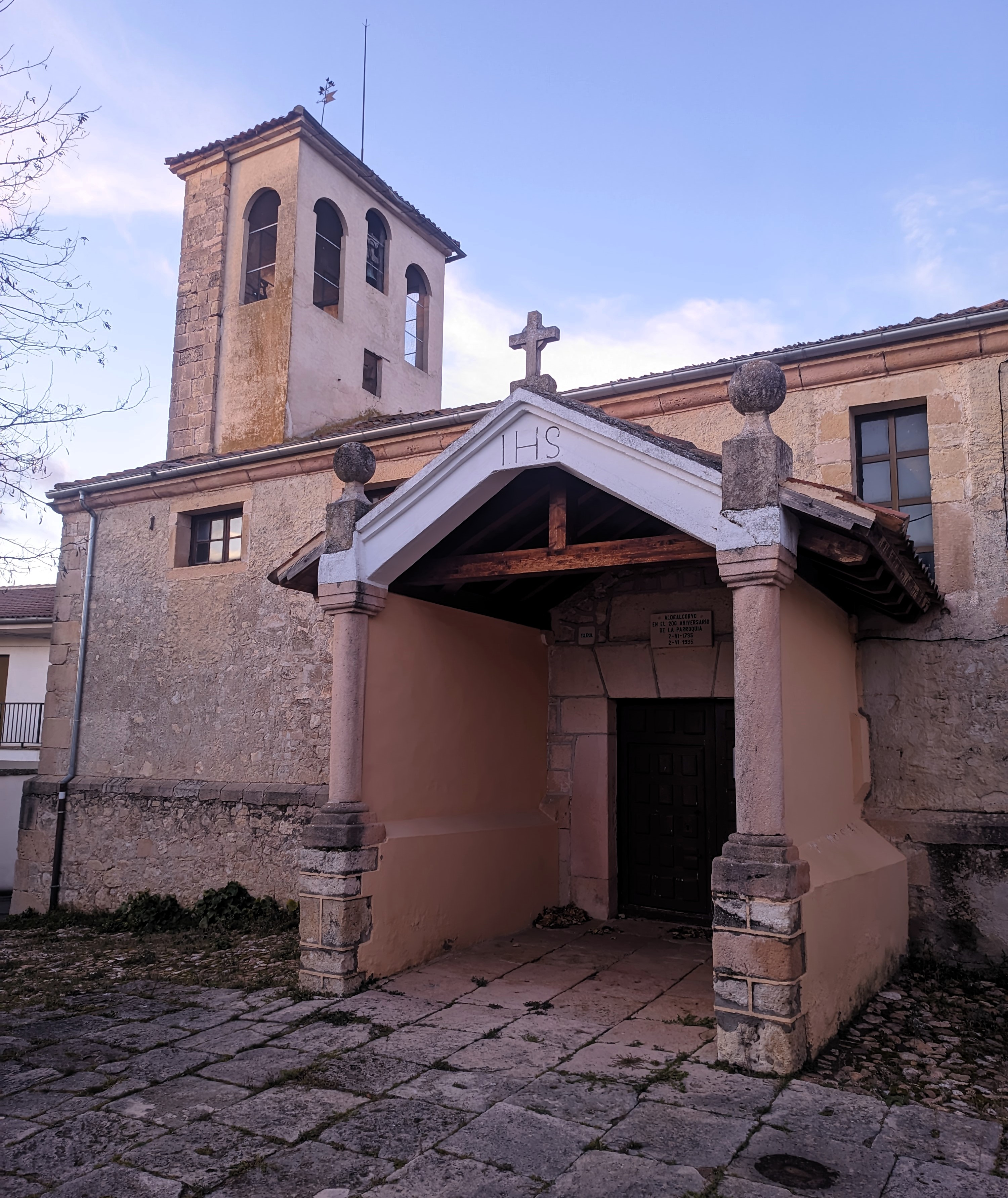
Iglesia de San Martín de Tours

- Destaca especialmente la iglesia parroquial consagrada a San Martín de Tours;
- Vía Crucis de piedra;[6]
- Gacería, variante lingüística local sobre todo utilizado por los tratantes de ganado y trilleros, presente en los pueblos del Ochavo de Cantalejo como Aldealcorvo;[7]

### Fiestas
- 11 de noviembre, festividad de San Martín patrón del pueblo, donde en el cual se junta toda la población a comer los típicos asados de Segovia.
- En el año de 2011, los jóvenes de Aldealcorvo crearon la fiesta de la juventud (20 de julio).
- Durante todos los veranos, el penúltimo sábado del mes de agosto se celebran las fiestas. Toda esa semana se producen los concursos, juegos, etc, para todas las edades. El jueves, viernes y sábado, durante la noche se junta todo el pueblo y alrededores para festejar las fiestas con toda esta clase de acontecimientos: El jueves, se lleva a cabo un desfile de peñas, el cual acaba en la plaza donde espera una discoteca móvil para celebrar el inicio de fiestas; el viernes, hay una orquesta en la plaza del pueblo para continuar festejando las fiestas y el sábado, por la noche se celebra un concurso de disfraces, entrega de premios, etc, y al acabar todo esto comenzara a tocar una orquesta la cual acabara a la madrugada del día siguiente. El domingo es el fin de fiestas donde se celebran diversos juegos populares para los jóvenes y no tan jóvenes.
- Después de una semana larga de fiestas toca una semana de descanso, pero al llegar de nuevo el último sábado del mes de agosto se reúne todo el pueblo por última vez en el verano para comer un plato típico, la caldereta que es hecha por los mismos vecinos de Aldealcorvo.